# Câble Bowden
Pour les articles homonymes, voir câble.

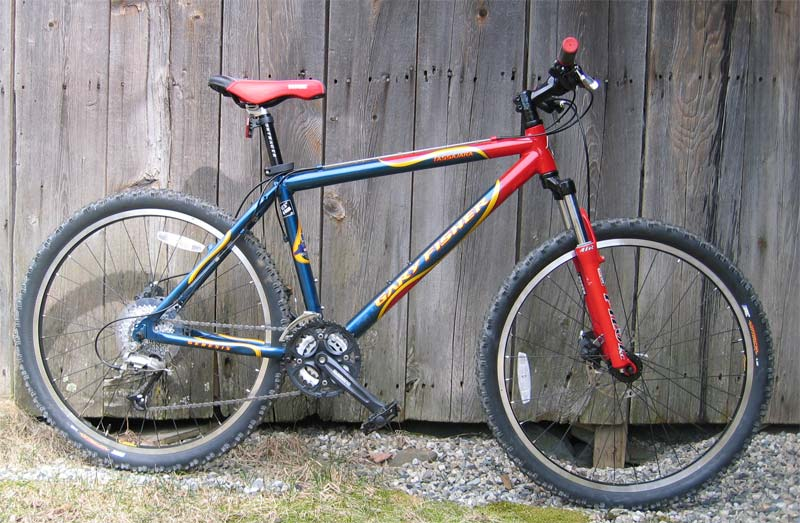
Un VTT sur lequel on voit nettement plusieurs câbles Bowden. On peut voir, cheminant sur le tube horizontal du cadre, un câble nu.

Le câble Bowden est un système de transmission souple du mouvement, en mécanique, inventé en 1902 par Frank Bowden de la Raleigh Bicycle Company.
Il consiste en un câble souple, généralement d'acier torsadé, coulissant dans une gaine souple.

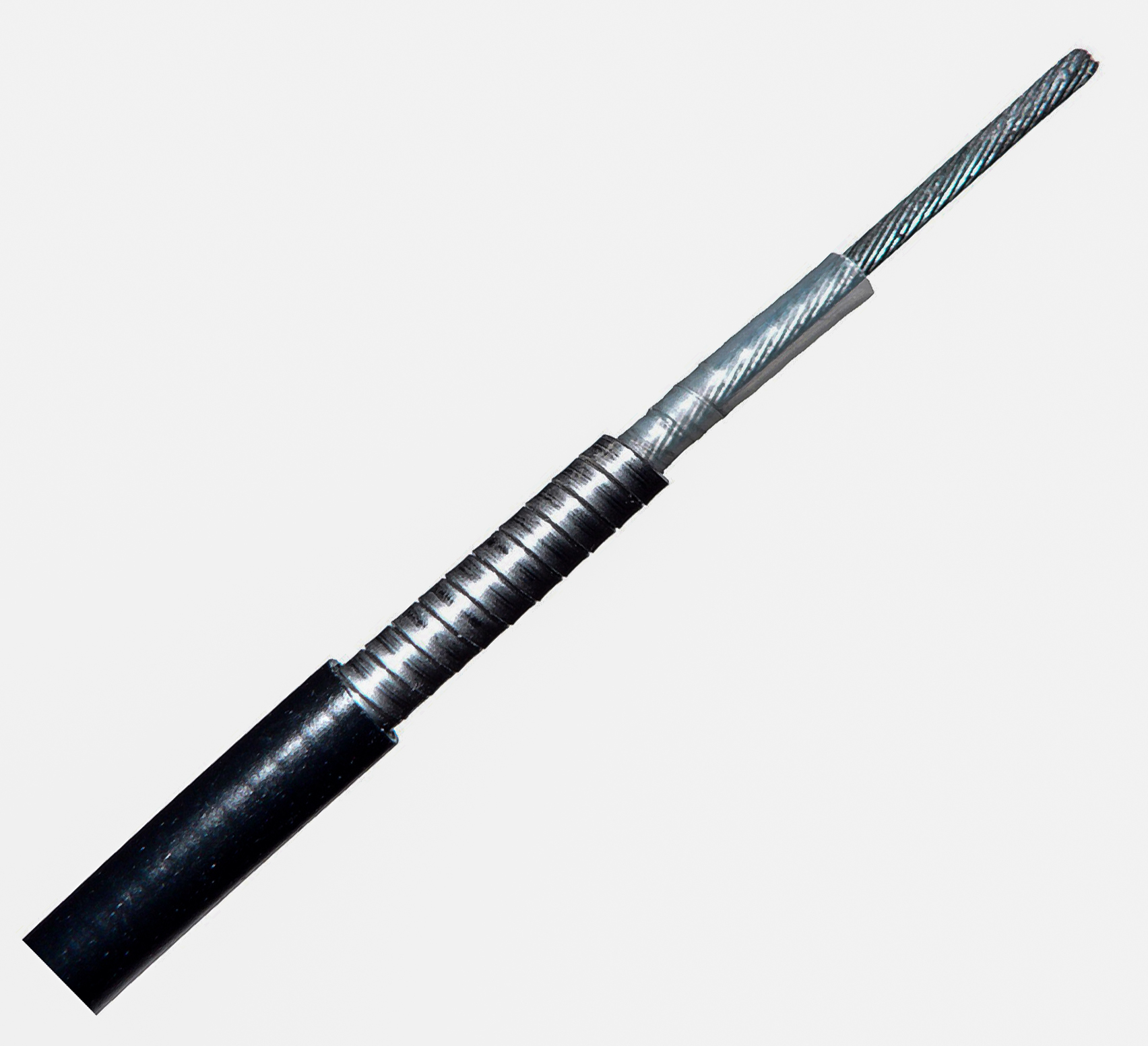
Éclaté d’un câble Bowden dans sa gaine à spires.

Les deux extrémités du câble sont munies d'un embout serti ou vissé, et relient un organe mécanique, souvent un levier, comme le levier de frein d'un vélo, à un autre, l'étrier de frein, par exemple.
La gaine, composée d'un ressort à spires jointives, est enveloppée d'une gaine de coton ou de plastique. Les deux extrémités de la gaine sont fixées dans des butées percées qui permettent le coulissement du câble.

## Avantages
- légèreté
- coût abordable
- facilité d'utilisation

## Inconvénients
- nécessité de lubrification
- captage des poussières à ses extrémités
- possibilité de rupture ou de grippage (câble effiloché, gaine cassée, gel)
- extensibilité (rend la commande spongieuse)

## Variantes

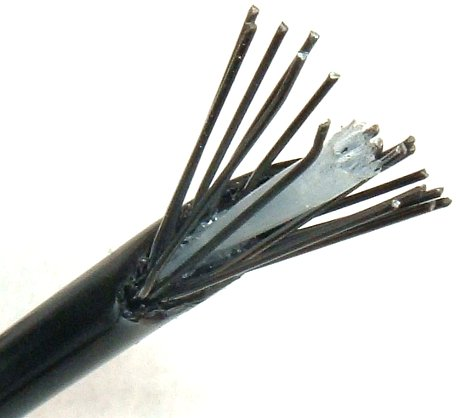
Gaine spécifique aux changements de vitesse indexés (Shimano), moins résistante et ne devant pas être utilisé pour le freinage, mais moins élastique pour une meilleure précision.

- La gaine peut être interrompue sur une partie du trajet du câble, s'il existe une zone rectiligne, de forme et de longueur fixe, comme dans le cas des câbles le long du cadre des bicyclettes. Le câble circule alors à nu entre deux butées percées. Le but est alors de réduire la longueur de gaine à sa plus stricte nécessité, là où le câble n'a pas un trajet rectiligne, pour que la commande soit moins spongieuse.
- Dans certains cas, il peut y avoir un changement de direction du câble par l'intermédiaire d'une poulie
- Le réglage de la longueur relative du câble par rapport à la gaine peut être effectué par un tendeur, souvent situé à une extrémité de la gaine, composé d'une vis creuse et d'un contre-écrou, ou par le déplacement d'un embout vissé.

## Utilisations
- commande d'accélérateur ;
- commande de freins ;
- commande des changements de vitesses ;
- manœuvre de fenêtres et vasistas.